# 峨眉黄连
峨眉黄连又名峨嵋黃連（学名：Coptis omeiensis），多年生草本植物，属毛莨科黄连属植物。作為中药俗称“野连”或“岩连”使用，生于1700-2100m高海拔地区。因主要產於中國四川峨眉山而得名。

## 保育现状
在中国物种红色名录中，峨眉黄连被列为濒危。它们受到栖息地退化或破坏和过度采集的威胁。